# Мошенець Олена Володимирівна
Мошенець Олена Володимирівна (нар. 6 березня 1983, Київ) — українська журналістка, громадська та політична діячка, шеф-редакторка бізнес/медіа бюро ekonomika+, головна редакторка «ТОП-100. Рейтинги найбільших». Народна депутатка України IX скликання.

## Освіта
Народилась 6 березня 1983 року у Києві. В 1997—2000 роках навчалась в Українському гуманітарному ліцеї, за профільним напрямком підготовки «економіка», який закінчила з відзнакою.
Першу вищу освіту здобула за спеціальністю «Економічна теорія» Київського національного університету імені Тараса Шевченка, який закінчила з відзнакою у 2006 році, отримавши кваліфікацію магістра економічних наук. Другу вищу освіту отримала в Академії муніципального управління (2002—2007) за спеціальністю «Правознавство», здобула кваліфікацію юриста. Третю вищу освіту, магістра з «Публічного управління та адміністрування» Київського національного університету імені Тараса Шевченка, здобула з відзнакою у 2021 році. У 2020 закінчила навчання в Дипломатичній академії України імені Геннадія Удовенка при Міністерстві закордонних справ за курсом «Регіональні аспекти зовнішньої політики України». Навчалась в Українській школі законотворчості Інституту законодавства Верховної Ради України та отримала свідоцтва з відзнакою про підвищення кваліфікації за темами «Актуальні проблеми законодавчого процесу» й «Актуальні питання публічного управління та адміністрування», а також сертифікати про закінчення курсів з Міжнародного гуманітарного права та тренінгу «Інструменти діалогу в побудові ефективної комунікації» у рамках реалізації проєктів ОБСЄ в Україні, сертифікати «Прогалини і колізії у національному законодавстві: способи їх подолання», «Основи законодавчої лінгвістики».
Також навчалась у Школі цифрової журналістики (DFJ — Digital Future of Journalism — Журналістика цифрового майбутнього) Києво-Могилянської академії та проходила стажування у найбільших видавництвах США: The Washington Post, BuzzFeed, Thompson Reuters, National Geographic.
Має низку наукових публікацій на тему рентоорієнтованої економічної поведінки в контексті теорії суспільного вибору: Інституційні пастки як умова виникнення рентоорієнтованої економічної поведінки в Україні, Аналіз «провалів» держави в контексті реалізації суспільного вибору в Україні, Еволюція рентних відносин: від класичної школи до теорії суспільного вибору, Особливості взаємозв'язку інститутів лобізму, логролінгу та корупції в економіці України, Оцінка рентоорієнтованої поведінки в Україні міжнародними організаціями, Роль держави в сучасних економічних концепціях: неоінституційний аналіз, Необхідність і шляхи подолання бюрократичної складової економічного розвитку України тощо.

## Кар'єра
Журналістську діяльність Олена Мошенець розпочала у видавництві «Економіка» в 2006 році у діловому щотижневому виданні «ІнвестГазета», де пройшла шлях від оглядачки до редакторки відділу. Спеціалізувалась на фінансових темах: банківській ринок, фондовий ринок, ринок небанківських фінансових послуг, зробила низку інтерв'ю з першими особами фінансових установ.
В 2013 році стала найкращим журналістом України в номінації «Банки. Фінанси. Інвестиції» за версією PRESSZVANIE.
В різний час працювала на посадах шеф-редакторки бізнес/медіа бюро ekonomika+, головної редакторки рейтингового видання «Топ-100. Рейтинги крупнейших», заступницею головного редактора інформаційного порталу delo.ua, керівницею спецпроєктів газети «Капітал», заступницею головного редактора журналу «Бізнес» видавництва «Бліц-Інформ».

## Політична діяльність
Народний депутат України від партії «Слуга народу», обрана на парламентських виборах 2019 року, № 55 у списку. Членкиня партії «Слуга Народу» року.. Заступниця голови комітету з питань антикорупційної політики у Верховній Раді України IX скликання (з 29 серпня 2019 року). Членкиня Виконавчого комітету Національної парламентської групи в Міжпарламентському Союзі..
- Заступниця члена Української частини Парламентського комітету асоціації Україна-ЄС
- Заступниця члена Постійної делегації у Парламентській асамблеї Ради Європи
- Співголова групи з міжпарламентських зв'язків з Монако
- Заступниця співголови групи з міжпарламентських зв'язків з КНР
- Секретарка групи з міжпарламентських зв'язків з Малайзією
- Секретарка групи з міжпарламентських зв'язків з ОАЕ
- Член групи з міжпарламентських зв'язків з США
- Член групи з міжпарламентських зв'язків з Кіпром
- Член групи з міжпарламентських зв'язків з Британією

У 2021 році приєдналась до жіночого крила партії «Слуга Народу»  — руху «Зе! Жінки» — й стала менторкою Миколаївської області в межах «Зе! Жінки». [Архівовано 15 червня 2022 у Wayback Machine.]

## Особисте життя
Проживає в Києві, одружена.